# Универзитет у Западном Сиднеју
Универзитет у Западном Сиднеју (енгл. University of Western Sydney), основан 1989. године, је универзитет у Аустралији.